# Северин Уруський
Северин Мацей Леон Уруський (пол. Seweryn Maciej Leon Uruski; 1 червня 1817, с. Білка Шляхетська (нині Верхня Білка, Львівський район, Львівська область, Україна) — 16 листопада 1890, Піза, Італія) — польський геральдист, економіст.
Представник шляхетного роду Червоної Русі — Уруських, який походить від початку XVI століття. Син графа Каєтана Уруського (бл. 1784—1827) і графині Юлії Ванди Потоцької (1788—1876). У 1844 році був визнаний у графській гідності в Австрійській імперії, у 1853 році  — також в Російській імперії.
З 1857 р. — предводитель дворянства Варшавської губернії, член Державної Ради Царства Польського Російської імперії. Таємний радник і охмістр (гофмейстер) російського імператорського двору.
Голова геральдичної комісії Царства Польського.
Автор 15-томної праці «Сім'я. Гербовник польської шляхти» (пол. Rodzina. Herbarz szlachty polskiej), що вміщує дані й коротку інформацію про шляхетні родини Польщі (до кінця букви R.), виданого у 1904—1917 роках.
Володів багатьма маєтками в Галичині, Люблінській, Віленській і Гродненській губерніях. Під час обговорення селянського питання відкрито виступив за скасування кріпосного права, виклавши свою думку в роботах «пол. Polemika o kwestyi włościańskiej w r. 1856-1857» («Полеміка про селянське питання в 1856—1857 рр.») і «пол. Sprawa włościańska, wyjatki z nowożytnych polskich ekonomistów» («Селянське питання, витяги з сучасних польських економістів»).
Власник палацу у Варшаві, відомого як Палац Уруських, побудованого у 1844—1847 роках архітектором Анджеєм Голонським, де тепер розміщений геологічний факультет Варшавського університету.

## Родина
Дружина (24.11.1842, Варшава): графиня Ерманція Ерманна Марія Тізенгаузен гербу «Буйвіл» (07.08.1822, Желудок — 6.11.1891, Піза), володіла маєтностями Желудок і Ліпічна (Лідський повіт) в Віленській губернії, дочка графа Адольфа Рудольфа Тізенгаузена (бл. 1790—1830), наполеонівського полковника артилерії, і Геновефи Пусловської (бл. 1803—1842).
Діти:
- граф Матеуш Рудольф Міхал Уруський (1843 — 1857);
- графиня Марія Ванда Феліція Уруська (09.07.1853, Варшава — 18.04.1931, Варшава), отримала у володіння Желудок. Чоловік (10.07.1872, Львів): князь Влодзімеж Людвік Станіслав Святополк-Четвертинський (15.09.1837 — 20.08.1918). Одним із синів від цього шлюбу був князь Северин Святополк-Четвертинський[1];
- графиня Северина Марія Уруська (25.05.1860, Париж — 14.05.1931, с. Білка Шляхетська)[2]. Чоловік (24.10.1877, Варшава): князь Ян Павло Олександр Сапега[fr] (18.06.1847 — 25.10.1901), капітан 5-го драгунського полку британської королівської гвардії[ru]. Сином від цього шлюбу був Євстахій Сапега.